# Újléta
Újléta ist eine ungarische Gemeinde im Kreis Nyíradony im Komitat Hajdú-Bihar.

## Geografische Lage
Újléta liegt 20 Kilometer südöstlich des Komitatssitzes Debrecen und 25 Kilometer südlich der Kreisstadt Nyíradony. Nachbargemeinden sind Vámospércs im Norden und Létavértes im Süden.

## Geschichte
Im Jahr 1913 gab es in der damaligen Großgemeinde 210 Häuser und 987 Einwohner auf einer Fläche von 1637 Katastraljochen. Sie gehörte zu dieser Zeit zum Bezirk Székelyhid im Komitat Bihar.

## Sehenswürdigkeiten
- Befreiungsdenkmal, erschaffen 1984 von Béla Tilless
- Griechisch-katholische Kirche A Szentlélek leszállása
- Heimatmuseum (Tájház)
- Reformierte Kirche, erbaut 1892, die Orgel wurde 1927 von József Angster gebaut
- Tóby-Weinkeller, erbaut 1895

## Infrastruktur
Die Gemeinde ist landwirtschaftlich geprägt mit Familienbetrieben, die Obst- und Gemüsebau wie auch Tierhaltung betreiben. Eine bedeutende Rolle spielt seit geraumer Zeit der Anbau von Meerrettich.

## Verkehr
Durch Újléta verläuft die Landstraße Nr. 4807. Es bestehen Busverbindungen nach Vámospércs, wo sich der nächstgelegene Bahnhof befindet.